# 索利韦利亚
索利韦利亚，是西班牙加泰罗尼亚塔拉戈纳省的一个市镇。总面积21平方公里，总人口633人（2001年），人口密度30人/平方公里。